# Oroluk (Insel)
Oroluk (engl. Oroluk Island) ist der Name der einzigen Insel im gleichnamigen Oroluk-Atoll im Nordwesten der Föderierten Staaten von Mikronesien, Gliedstaat Pohnpei.
Die Insel, die einen ovalen Grundriss und eine Landfläche von 13 Hektar aufweist, wurde 1826 vom französischen Kapitän P. Saliz entdeckt und ursprünglich Ile de gordelaise genannt. Später nannte man die Insel zeitweise auch San Augustin bzw. St. Augustine Island.
Auf der heute unbewohnten Insel befindet sich lediglich eine automatische Wetterstation.

## Bilder

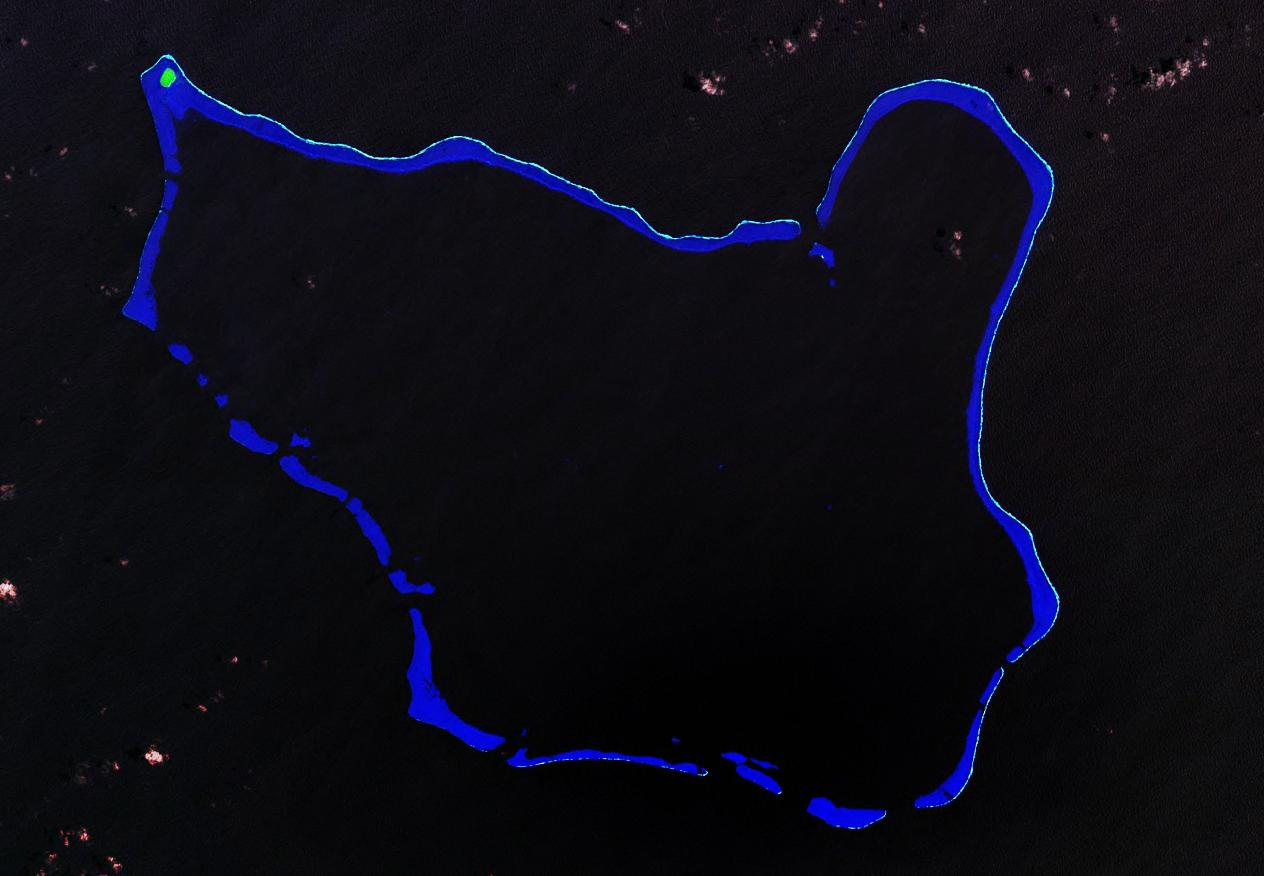
NASA-Bild des Atolls, mit der Insel im Nordwesten
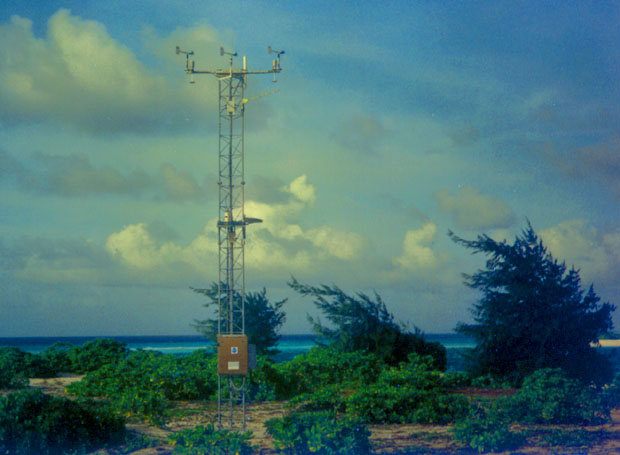
Automatische Wetterstation auf Oroluk Island